# Courtepin
Courtepin is een gemeente en plaats in het Zwitserse kanton Fribourg en maakt deel uit van het district See/Lac.
Courtepin telt 2808 inwoners.